# Żurawka (roślina)

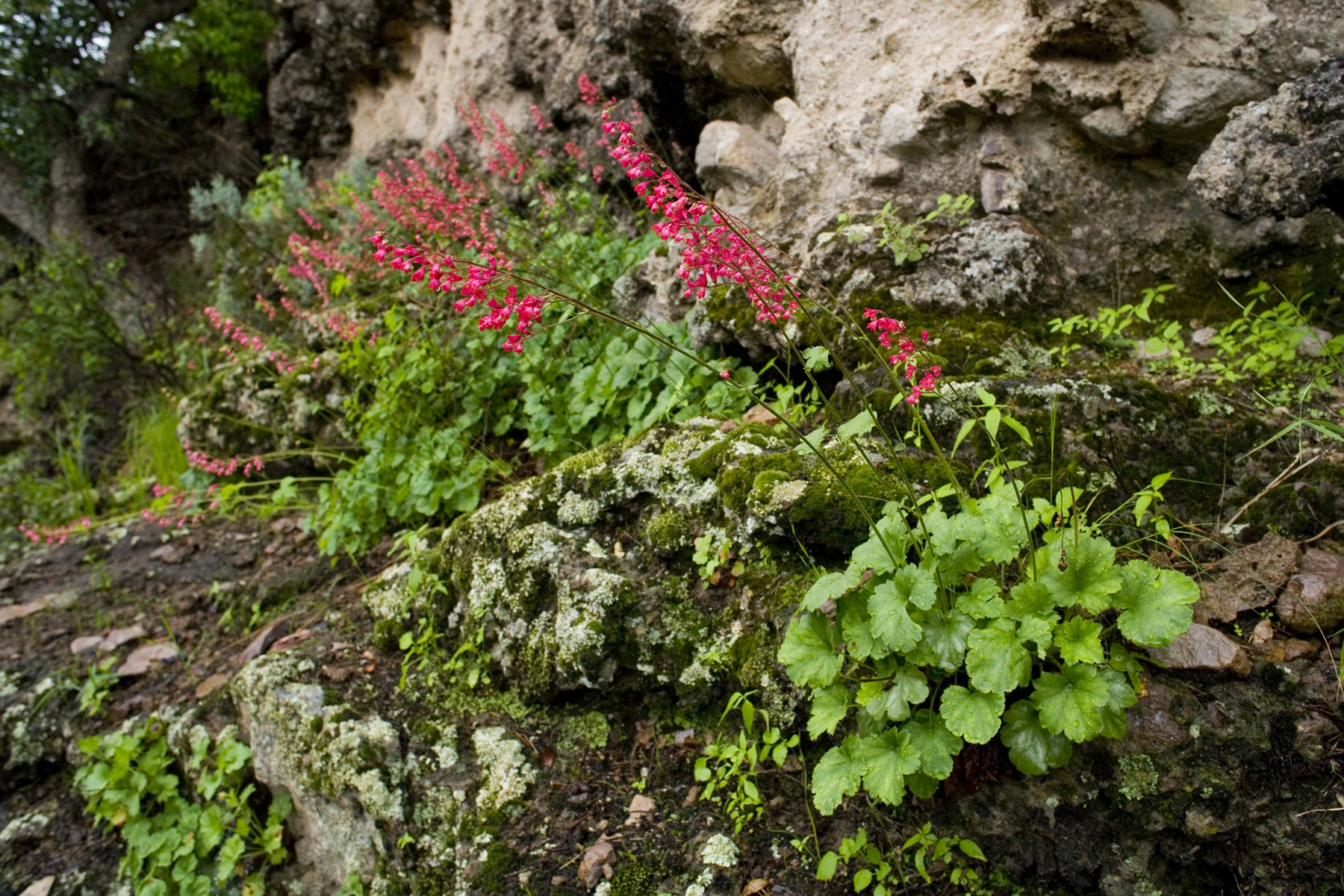
Heuchera sanguinea

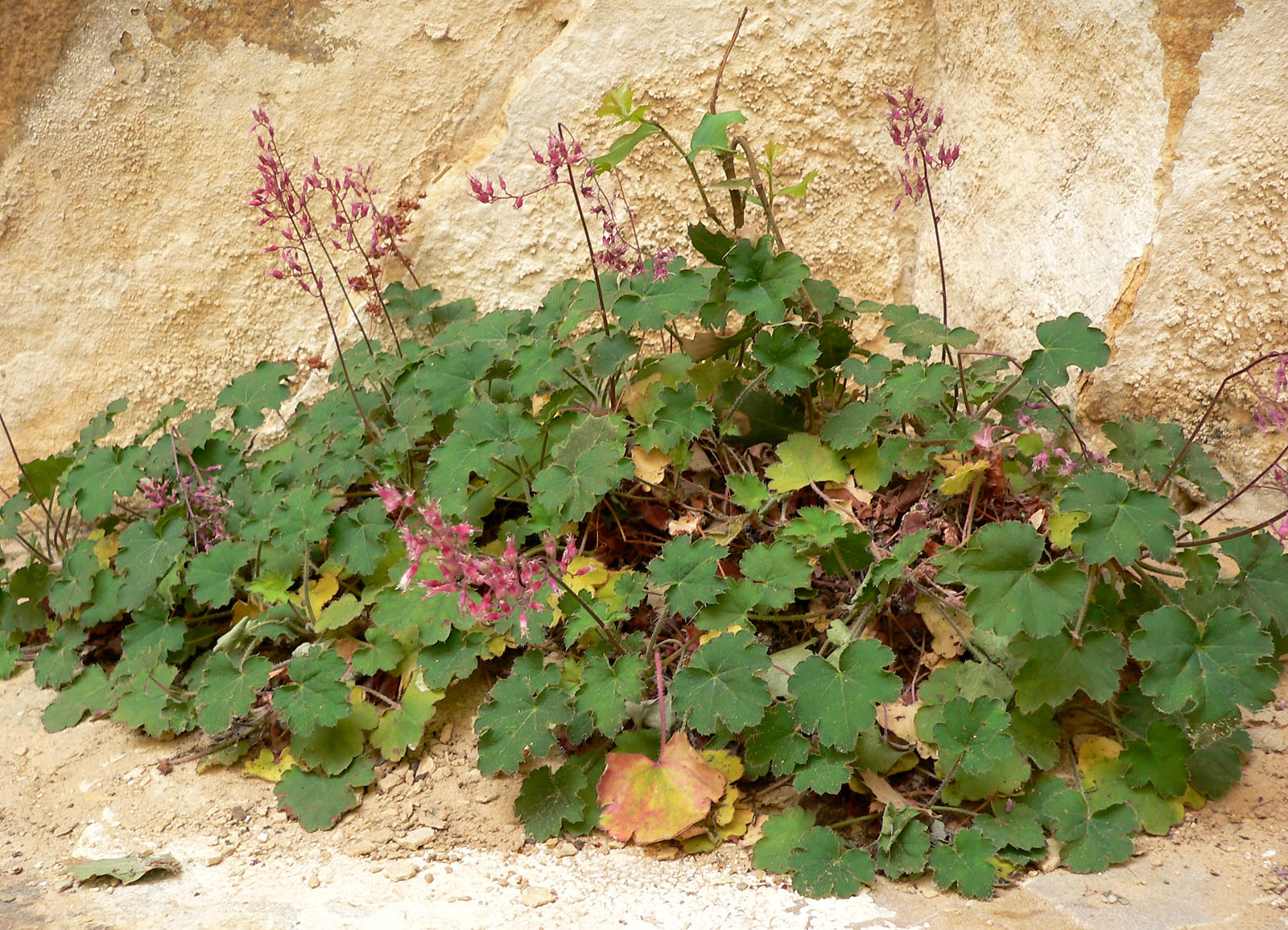
Heuchera rubescens

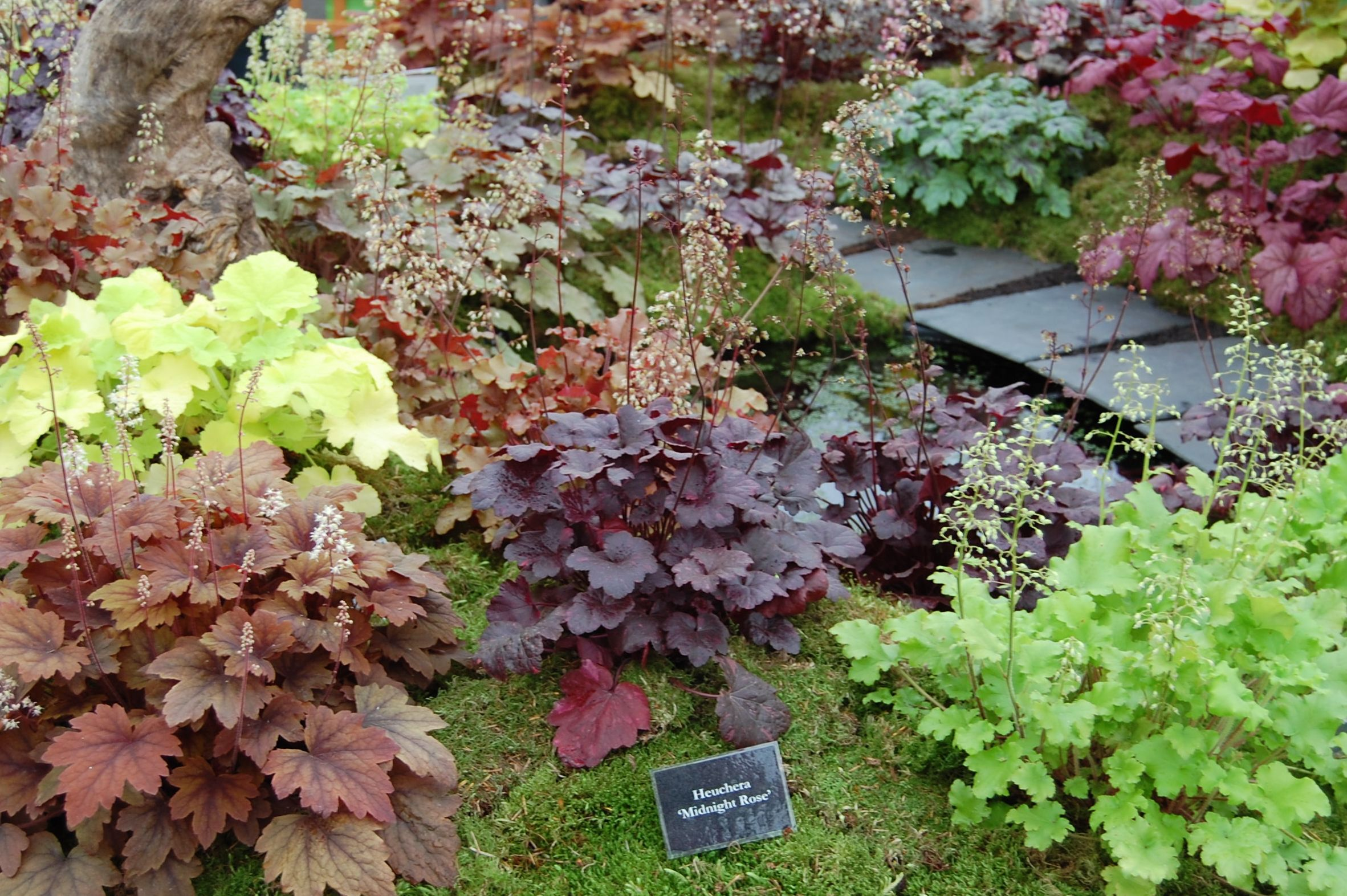
Żurawki różnych odmian ozdobnych

Żurawka (Heuchera) – rodzaj roślin należący do rodziny skalnicowatych. Liczy ponad 50 gatunków występujących w naturze w Ameryce Północnej. Wiele gatunków i mieszańców między nimi uprawianych jest ze względów ozdobnych, głównie jako rośliny okrywowe. W naturze występują zwykle w wilgotnych lasach i w miejscach skalistych, na zboczach gór lub klifów nadmorskich. Nazwa naukowa rodzaju upamiętnia profesora medycyny z Uniwersytetu w Wittenberdze – Johanna Heinricha Heuchera.

## Morfologia
PokrójByliny tworzące kępy i osiągające do 0,7 m wysokości.
LiścieZwykle zimozielone, często purpurowo lub srebrzyście nabiegłe. Blaszka liściowa jest w różnym stopniu klapowana i karbowana.
KwiatyDrobne, zebrane w groniaste i wiechowate kwiatostany na szczycie łodygi, zwykle bezlistnej. Działki kielicha w liczbie 5 są nierównej długości, w dole są kubeczkowato zrośnięte. Także 5 drobnych płatków korony ma kolor biały, różowy do czerwonego, czasem też zielonkawy. Pręcików jest 5. Zalążnia jest wpół dolna, powstaje z dwóch zrośniętych owocolistków i zwieńczona jest dwoma szyjkami słupka.
OwoceWielonasienne torebki.

## Systematyka
Pozycja systematyczna według Angiosperm Phylogeny Website (aktualizowany system APG III z 2009)
Rodzaj Heuchera należy do rodziny skalnicowatych (Saxifragaceae), która jest rodziną siostrzaną dla agrestowatych (Grossulariaceae) i wraz z nią należy do rzędu skalnicowców (Saxifragales) w obrębie okrytonasiennych.
Pozycja według systemu Reveala (1993-1999)
Gromada okrytonasienne (Magnoliophyta Cronquist), podgromada Magnoliophytina Frohne & U. Jensen ex Reveal, klasa Rosopsida Batsch, podklasa różowe (Rosidae Takht.), nadrząd Saxifraganae Reveal, rząd skalnicowce (Saxifragales Dumort.), podrząd Saxifragineae Engl., rodzina skalnicowate (Saxifragaceae Juss.), plemię Heuchereae Bartl., rodzaj żurawka (Heuchera L.).
Wykaz gatunków
- Heuchera abramsii Rydb.
- Heuchera aceroides Rydb. ex Small
- Heuchera acutifolia Rose
- Heuchera alpestris Rosend., Butters & Lakela
- Heuchera alpina (S. Watson) Blank.
- Heuchera americana L. – żurawka amerykańska
- Heuchera amoena Rosend. & Butters & Lakela
- Heuchera bracteata (Torr.) Ser.
- Heuchera brevistaminea Wiggins
- Heuchera caespitosa Eastw.
- Heuchera calycosa Small
- Heuchera caroliniana (Rosend., Butters & Lakela) E.F. Wells
- Heuchera chlorantha Piper
- Heuchera curtisii Torr. & A. Gray
- Heuchera cusickii Rosend., Butters & Lakela
- Heuchera cylindrica Douglas – żurawka walcowata
- Heuchera duranii Bacig.
- Heuchera eastwoodiae Rosend., Butters & Lakela
- Heuchera elegans Abrams
- Heuchera glabella Torr. & A. Gray – żurawka gładziutka
- Heuchera glabra Willd. ex Roem. & Schult.
- Heuchera glomerulata Rosend., Butters & Lakela
- Heuchera hallii A. Gray
- Heuchera halstedii Rydb.
- Heuchera hemsleyana Rosend., Butters & Lakela
- Heuchera hirsuticaulis (Wheelock) Rydb.
- Heuchera hirsutissima Rosend., Butters & Lakela
- Heuchera hispida Pursh
- Heuchera lancipetala Rydb.
- Heuchera leptomeria Greene
- Heuchera longiflora Rydb.
- Heuchera macrorhiza Small
- Heuchera maxima Greene
- Heuchera merriamii Eastw.
- Heuchera mexicana W. Schaffn. ex Rydb.
- Heuchera micrantha Douglas ex Lindl. – żurawka drobnokwiatowa
- Heuchera missouriensis Rosend.
- Heuchera nana (A. Gray) Rydb.
- Heuchera novamexicana Wheelock
- Heuchera orizabensis Hemsl.
- Heuchera ovalifolia Torr. & A. Gray
- Heuchera parishii Rydb.
- Heuchera parviflora Bartl.
- Heuchera parvifolia Nutt. ex Torr. & A. Gray
- Heuchera pilosissima Fisch. & C.A. Mey.
- Heuchera pringlei Rydb.
- Heuchera puberula Mack. & Bush
- Heuchera pubescens Pursh
- Heuchera pulchella Wooton & Standl.
- Heuchera reglensis Rydb.
- Heuchera richardsonii R. Br.
- Heuchera rubescens Torr.
- Heuchera sanguinea Engelm. – żurawka krwista
- Heuchera scabra Rydb.
- Heuchera tenuifolia (Wheelock) Rydb.
- Heuchera townsendii Rydb.
- Heuchera versicolor Greene
- Heuchera villosa Michx. – żurawka owłosiona

## Zastosowanie i uprawa
Żurawki uprawiane są jako ozdobne rośliny okrywowe, możliwe do uprawy także pod drzewami i krzewami, poza tym sadzone w ogrodach skalnych. Rosną na stanowiskach słonecznych i w półcieniu, na glebach dobrze zdrenowanych i żyznych. Rozmnażane są przez podział kęp wiosną lub jesienią oraz z nasion.
Gatunki botaniczne uprawiane w Polsce
- żurawka amerykańska (Heuchera americana L.)
- żurawka drobnokwiatowa (Heuchera micrantha Douglas ex Lindl.)
- żurawka drżączkowata (Heuchera ×brizoides Lemoine)
- żurawka gładziutka (Heuchera glabella Torr. et Gray)
- żurawka krwista (Heuchera sanguinea Engelm.)
- żurawka owłosiona (Heuchera villosa Michx.)
- żurawka walcowata (Heuchera cylindrica Dougl.)